# Partido judicial de Ibiza
El partido judicial de Ibiza, también llamado partido judicial n.º 5 de las Islas Baleares, es uno de los 6 partidos judiciales en los que se divide la comunidad autónoma de Islas Baleares. Comprende los municipios de Formentera, Ibiza, San José, San Antonio Abad, San Juan Bautista y Santa Eulalia del Río, todos situados en las islas de Ibiza y Formentera. La cabeza de partido y por tanto sede de las instituciones judiciales es Ibiza. Cuenta con cuatro juzgados de Primera Instancia e Instrucción y dos de lo Penal.